# Arnold van Roij
Arnold van Roij (Veghel, 27 oktober 1785 - onbekend) was een Nederlandse politicus. Hij was van 1814 tot 1816 burgemeester van Lieshout.

## Maire
In 1810 annexeerde Napoleon het koninkrijk Holland en lijfde het in bij het Eerste Franse Keizerrijk. Hij voerde het Frans in als voertaal en kopieerde de Franse bestuursvorm. Deze bestond uit een piramide met onderaan een municipalité en daarboven achtereenvolgens een kanton, een arrondissement en ten slotte een département. Aan het hoofd van een municipalité stond een maire. In augustus van dat jaar werd Arnold van Roij benoemd tot maire van de municipalité Lieshout. Het oude dorpsbestuur werd gereorganiseerd en had nog slechts een adviserende taak bij belangrijke aangelegenheden.

## Burgemeester

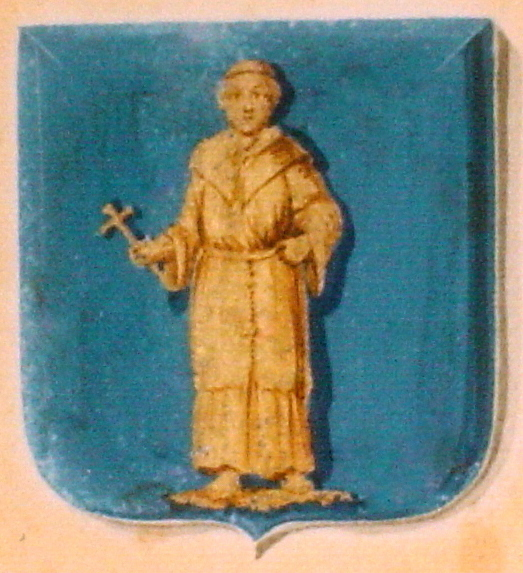
Het wapen van Lieshout uit 1817

Nadat Napoleon op 6 april 1814 tot aftreden was gedwongen, werd het bestuur van het land overgedragen aan de prins van Oranje als soeverein vorst der Nederlanden. Alle functionarissen werden ontslagen van hun eed van trouw aan Napoleon. De meesten van hen legden een nieuwe eed van trouw af aan de soevereine vorst. Arnold van Roij werd zo 'fungerend burgemeester' van Lieshout.
In 1815 vroeg Van Roij, net als veel van zijn collega's, een gemeentewapen aan. Waarschijnlijk uit onwetendheid schreef de burgemeester ter toelichting aan de gouverneur van de provincie dat het zegel van Lieshout uit 1518 Sint-Servaas vertoonde. De figuur op het zegel moet echter worden verklaard als de abt van Floreffe, die destijds ter plaatse heer was.
De Hoge Raad van Adel stelde op 16 juli 1817 het wapen van Lieshout vast met de omschrijving Zijnde van Lazuur, beladen met St. Servatius van goud. Het is gebruikelijk Sint-Servaas af te beelden in bisschopsgewaad met mijter, kromstaf en attributen. De ontwerper tekende de heilige echter als een eenvoudige pater met een kaalgeschoren kruin, rozenkrans aan de gordel en een kruis in zijn rechterhand.
Arnold van Roij was op dat moment geen burgemeester meer. Hij vertrok in oktober 1816 naar Diest waar hij op de 25e van die maand in het huwelijk trad met Maria Anna Catherina Baems.